# Robert Bosch Hausgeräte
Die Robert Bosch Hausgeräte GmbH ist ein deutsches Unternehmen, das Geräte für Küche und Haushalt produziert.
Seit 1967 gehört die Robert Bosch Hausgeräte zur BSH Hausgeräte, einem ehemaligen Joint Venture zwischen der Robert Bosch GmbH (Stuttgart) und der Siemens AG (München), welches im Januar 2015 zu 100 % in den Besitz von Bosch überging. BSH Hausgeräte ist nach eigener Aussage Marktführer bei Haushaltsgeräten in Europa.

## Geschichte
1933 produzierte das Unternehmen seinen ersten elektrischen Kühlschrank. 1949 brachte Bosch Hausgeräte den ersten Schallwäscher auf den Markt, der in die Waschlauge getaucht wird und den Schmutz mit Schwingungen aus der Wäsche entfernt. 1950 folgte ein Kühlschrank im Stromliniendesign, und zwei Jahre später die erste Küchenmaschine.
Es folgten ab 1956 Gefriertruhen, ab 1960 Waschvollautomaten, ab 1964 Geschirrspüler, ab 1973 Mikrowellen, ab 1997 Infrarot-Sensorkochfelder und ab 2005 LiftMatic Wandbackofen.